# فرانسوا بوشه
فرانسوا بوشه (François Boucher) ‏(۲۹ سپتامبر ۱۷۰۳ — ۳۰ مه ۱۷۷۰) نقاش فرانسوی سده هجدهم میلادی و استاد نقاشی روکوکو بود. وی صحنه‌های شبانی، روستایی، اساطیری یا اشرافی را با دقت تزئینی لطف‌آمیزی و مایه‌هایی شهوانی ترسیم می‌کرد.

## نگارخانه

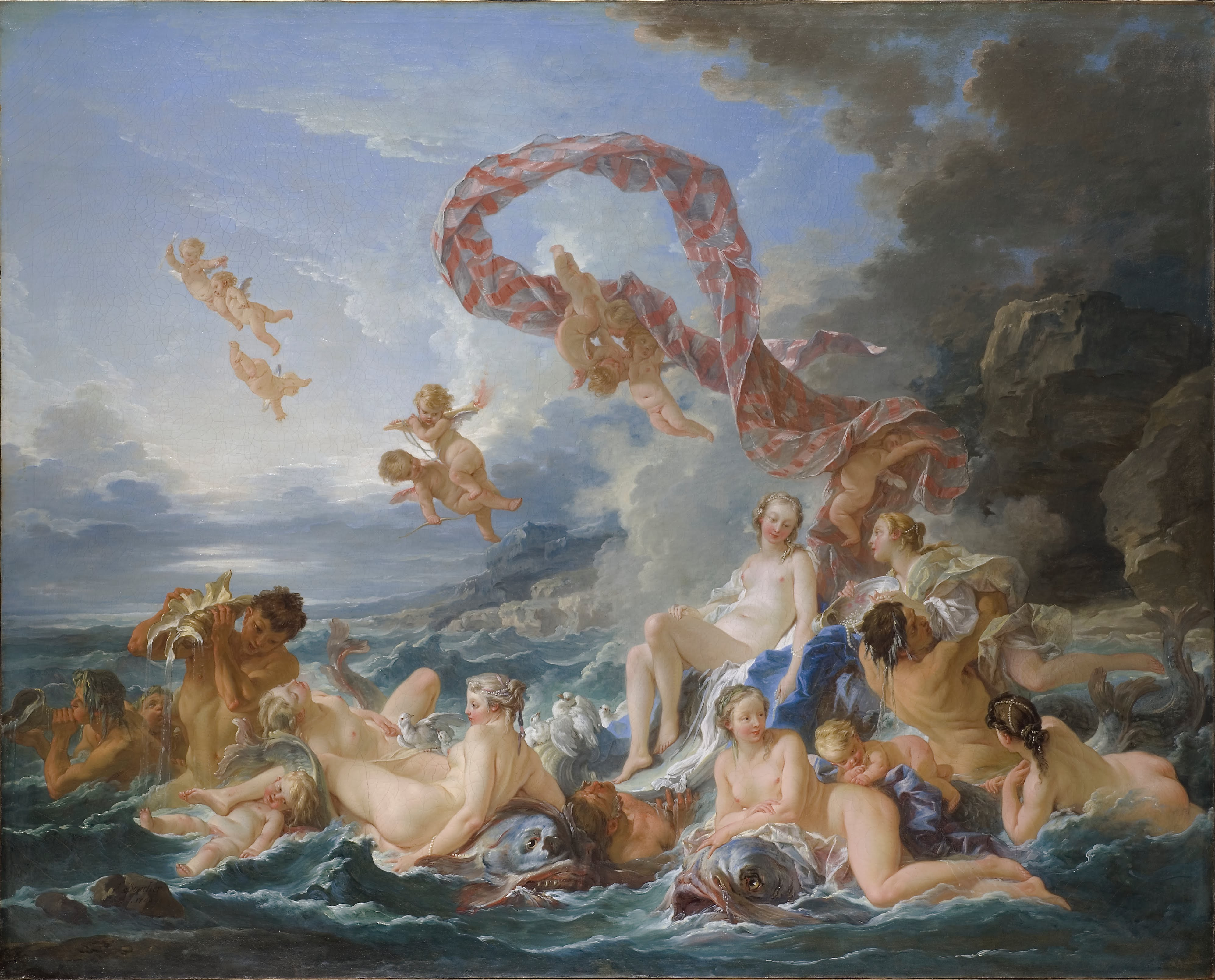
سر برکشیدن ونوس از قعر دریا ۱۷۴۰ م. موزه ملی سوئد
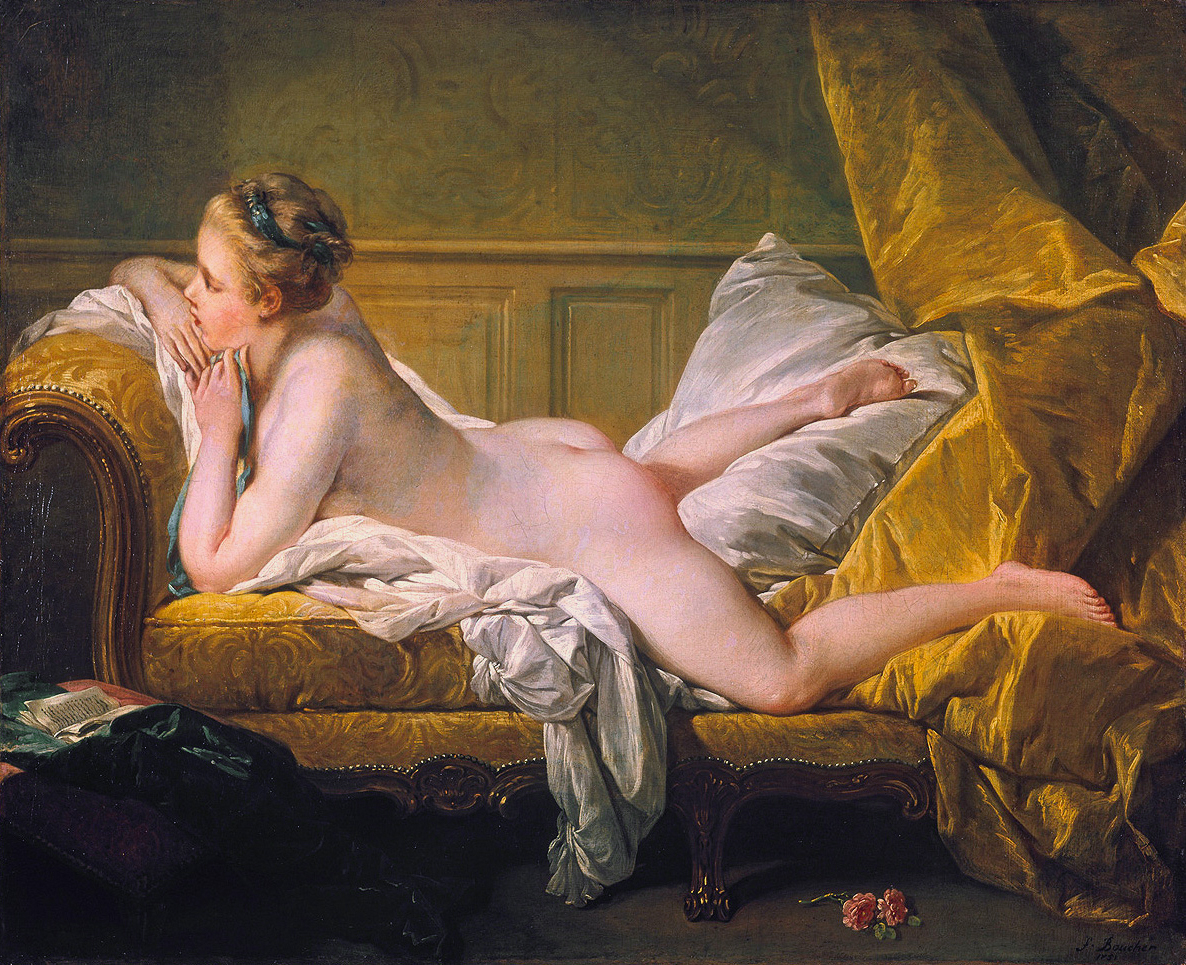
مادموازل مورفی ۱۷۵۱ م. Wallraf–Richartz Museum
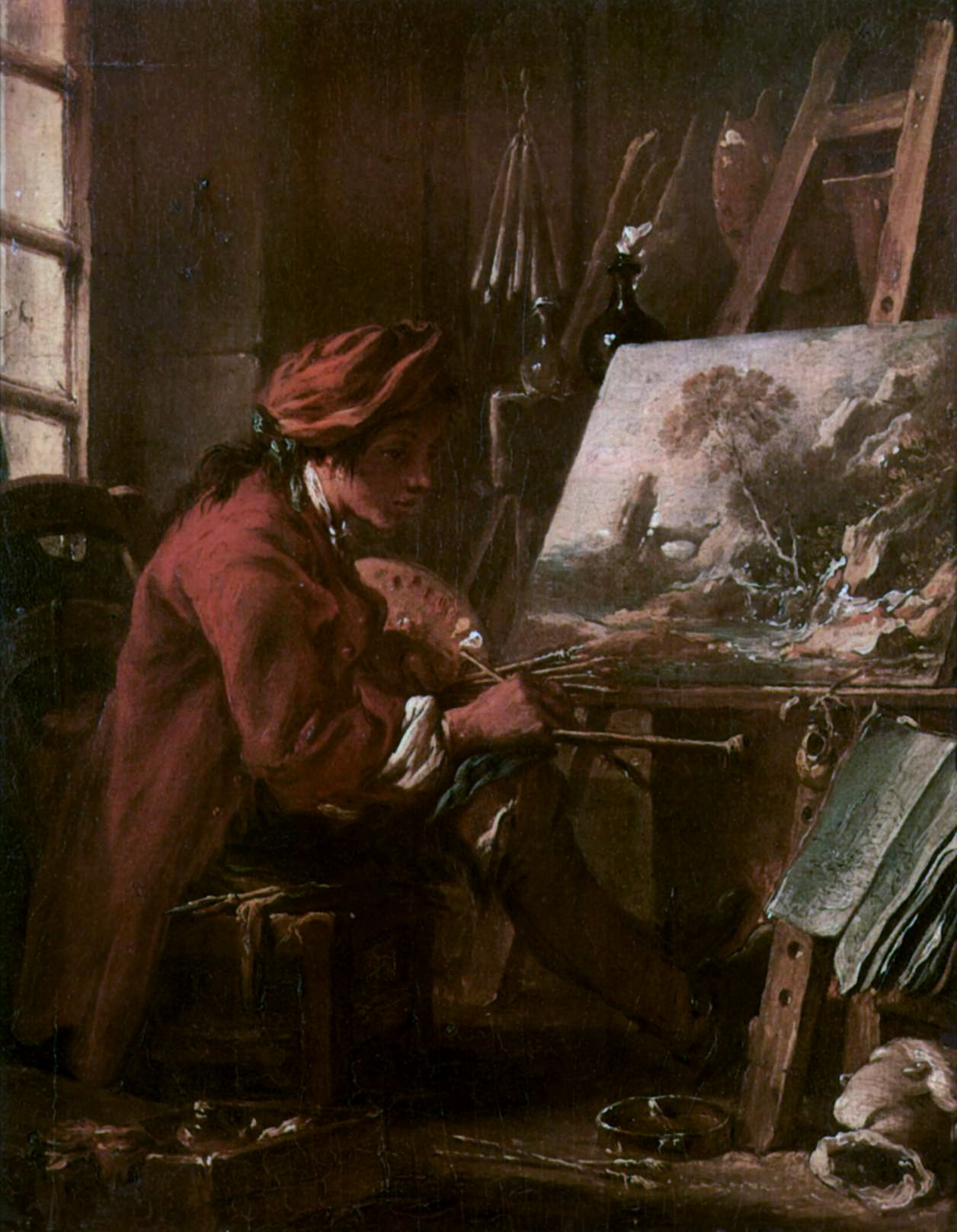
خودنگاره در کارگاه نقاشی حدوداً بین ۱۷۳۰ و ۱۷۳۵ م. موزه لوور
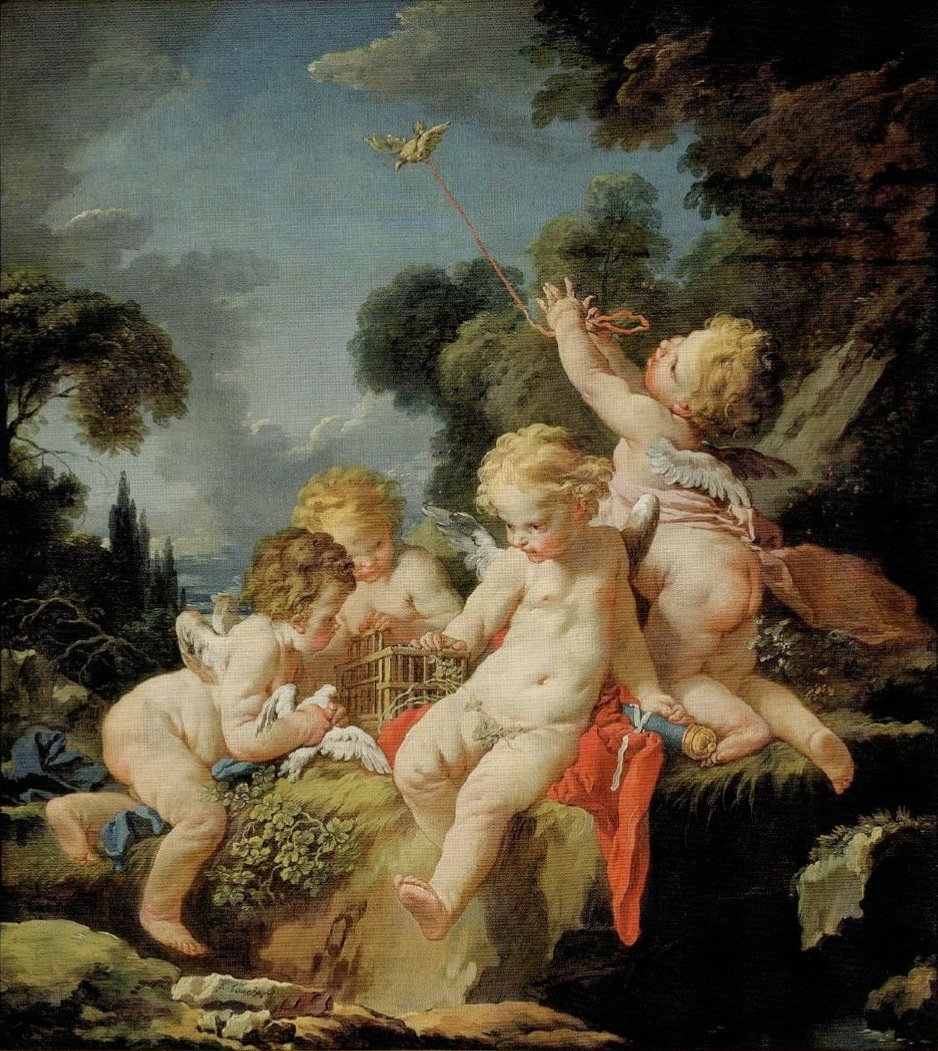
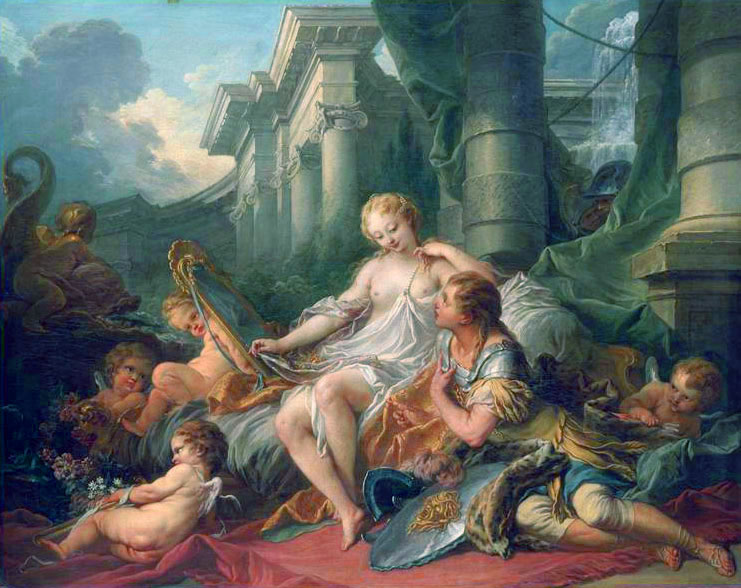
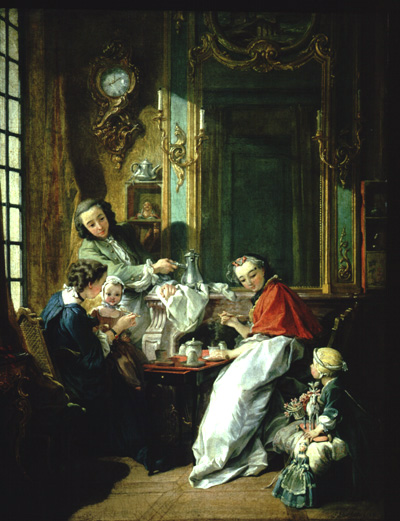
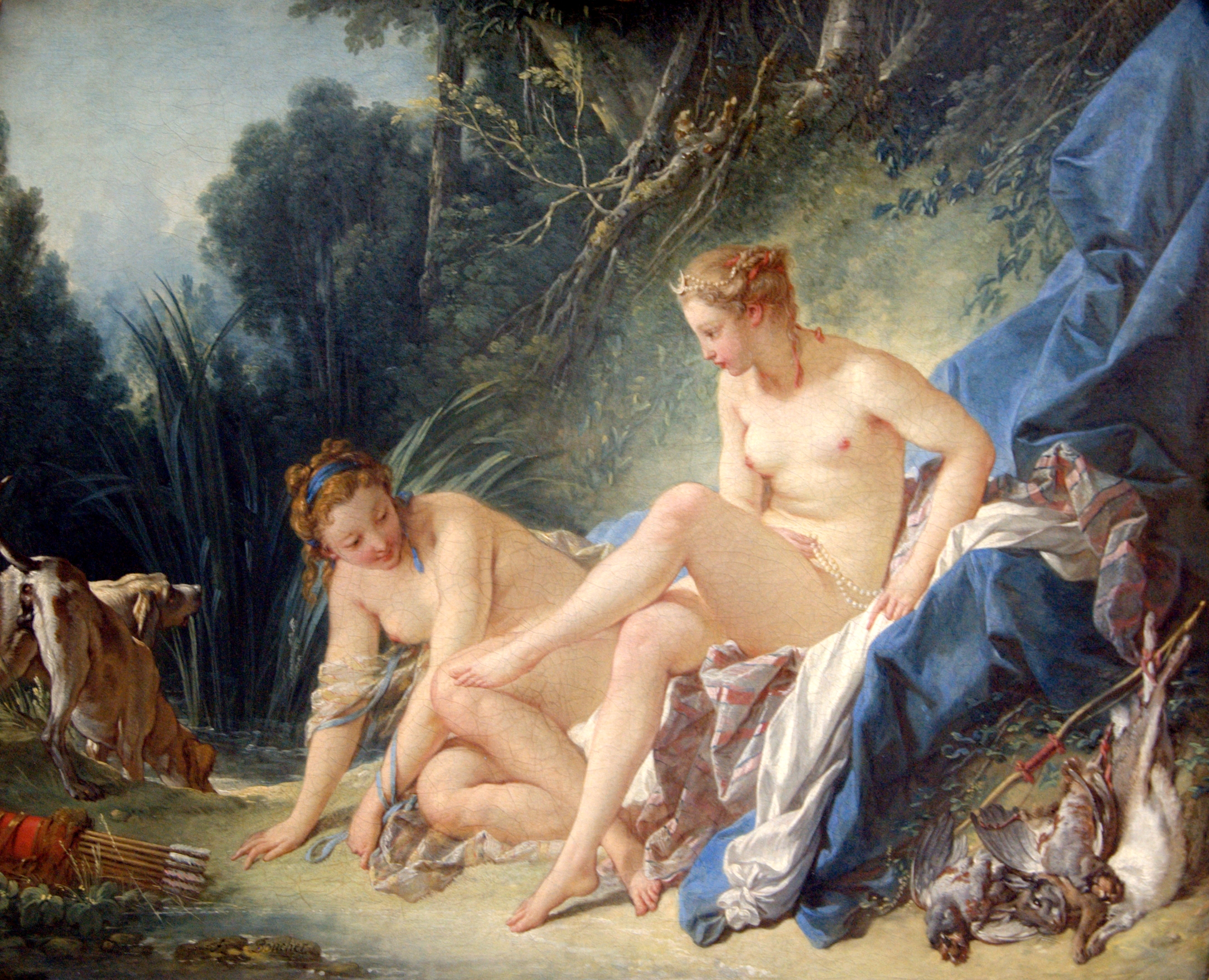
دیانا از آبتنی دست می‌کشد ۱۷۴۲ م. موزه لوور
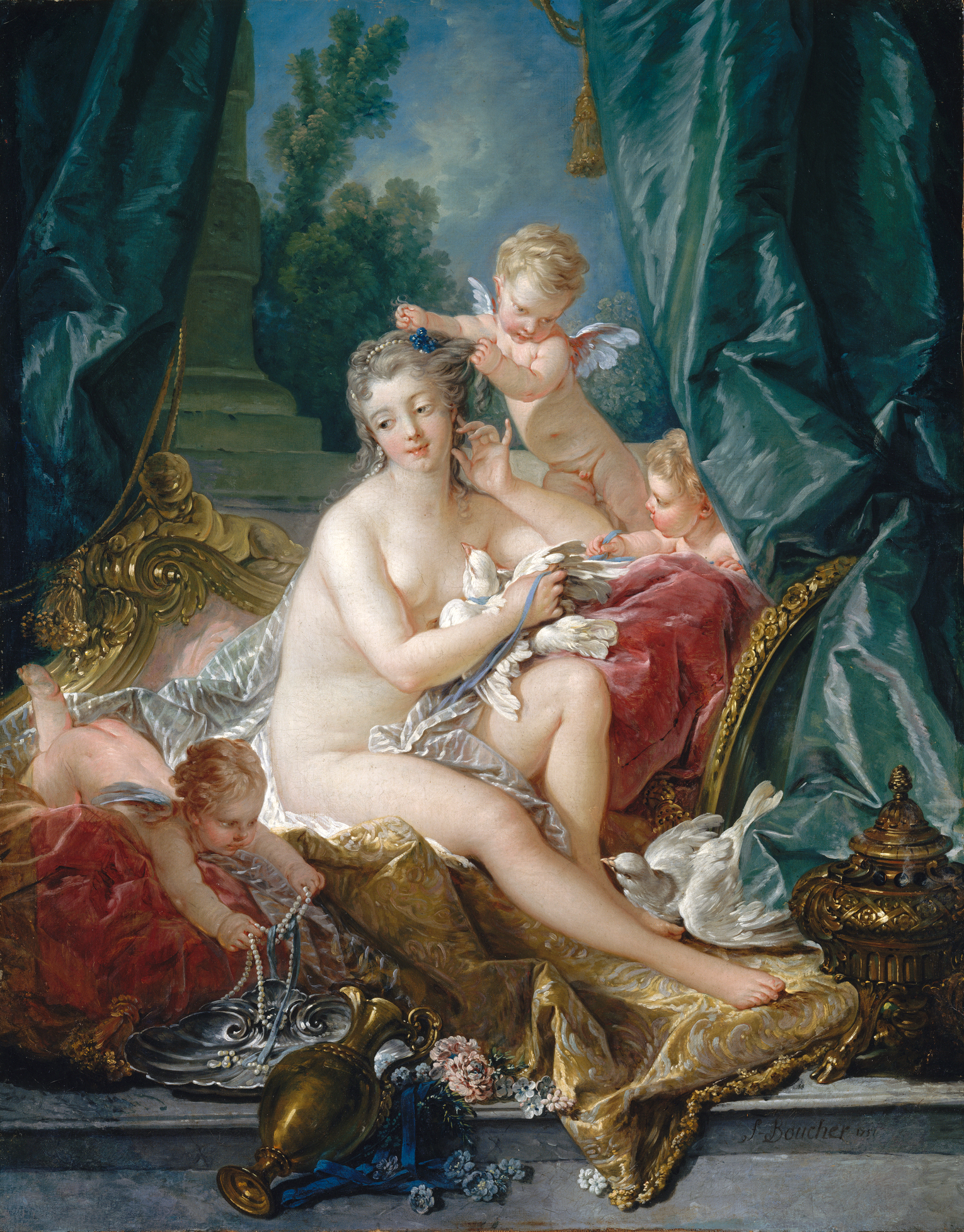
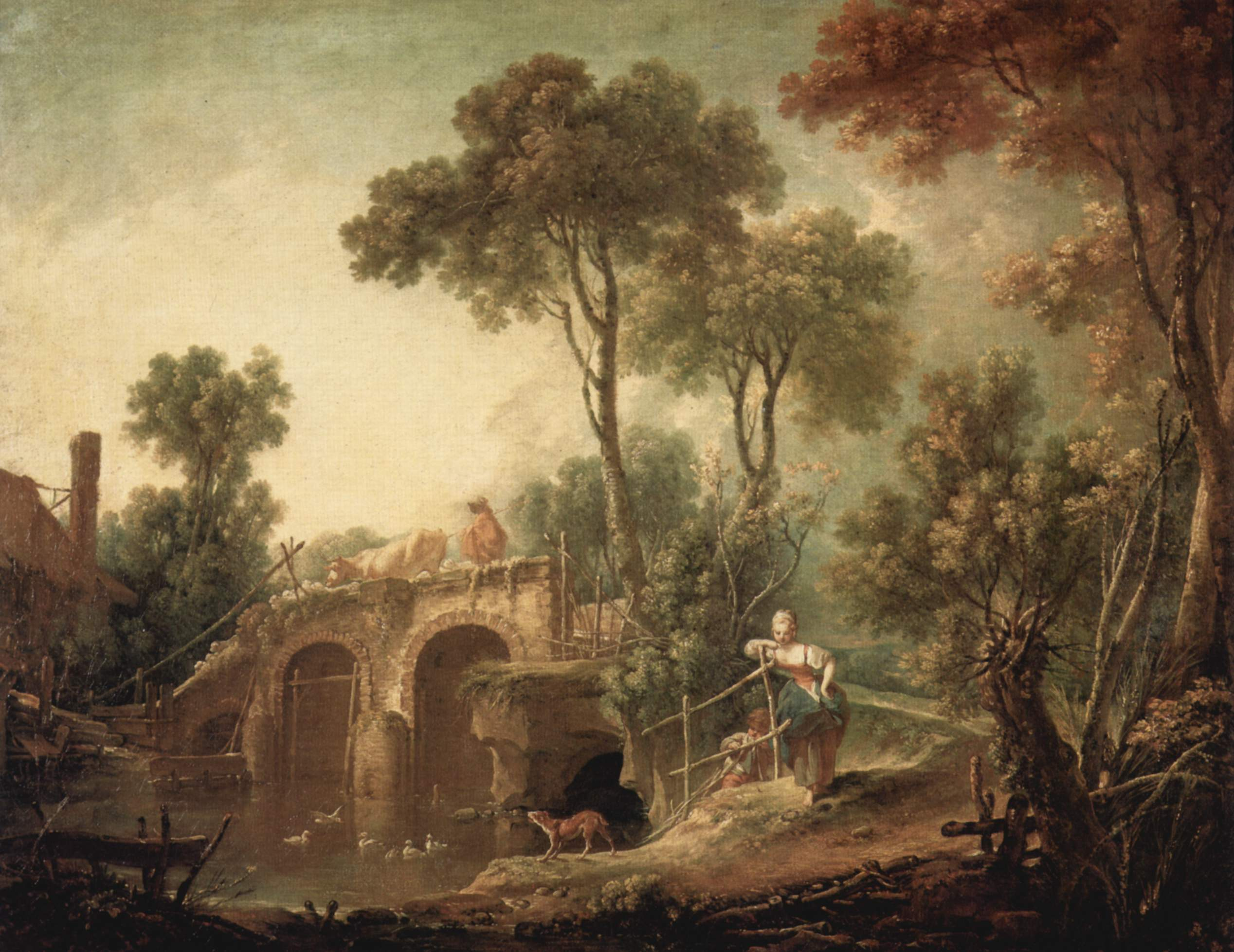
, در موزه لوور
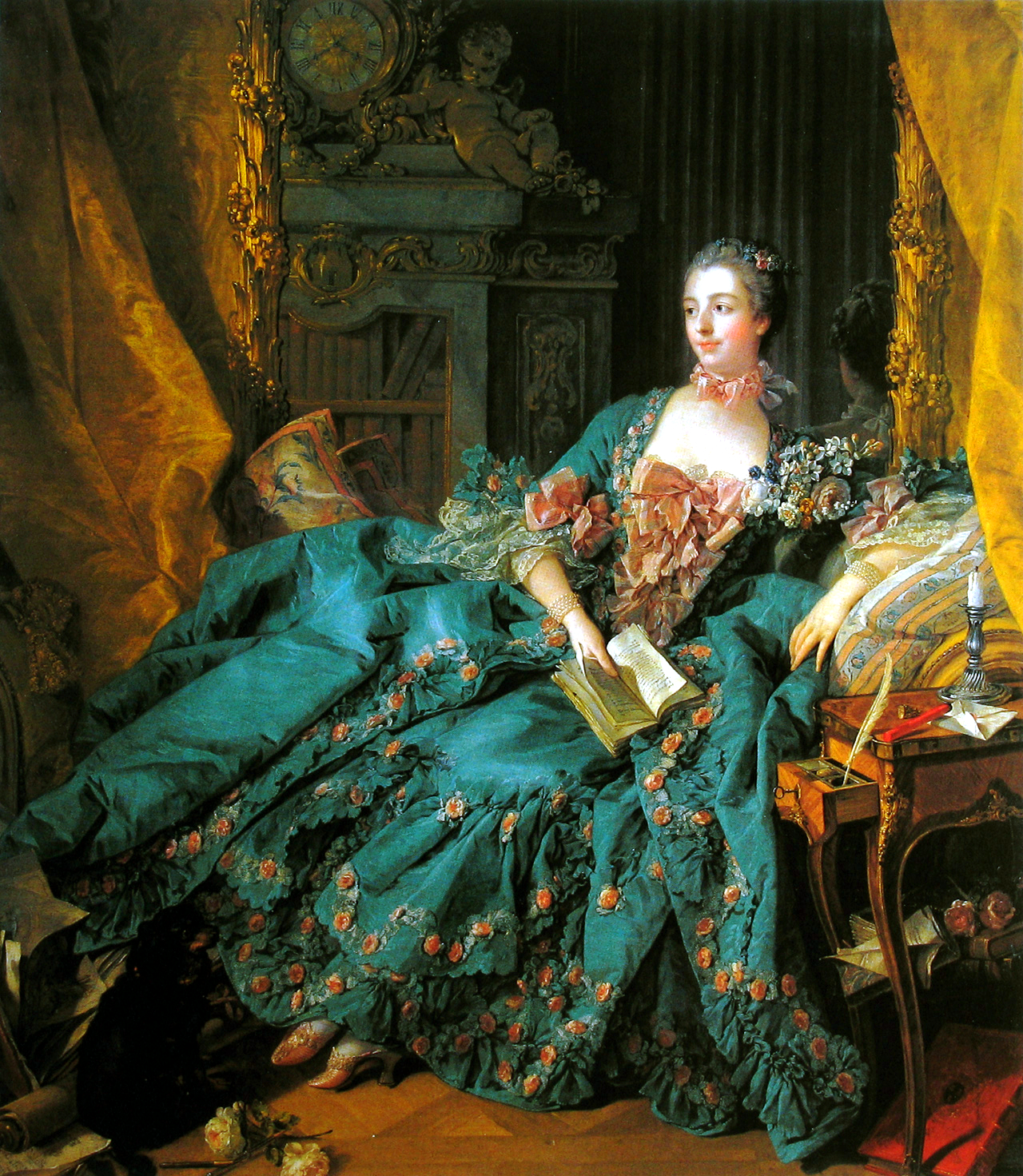
تک‌چهره مادام پمپادور ۱۷۵۶
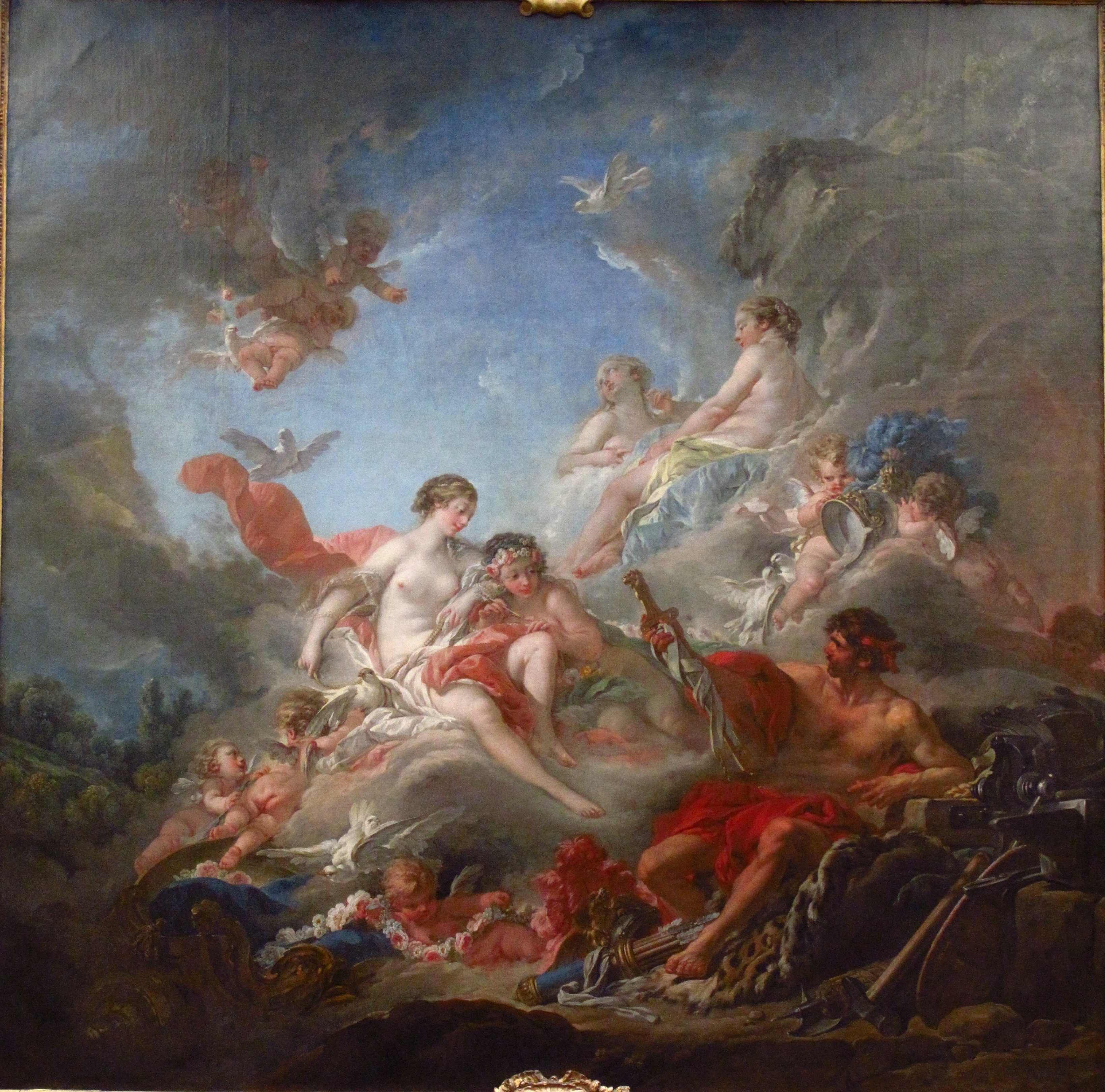
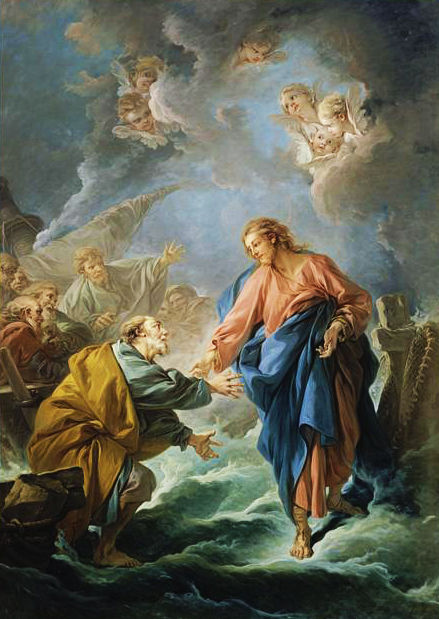